# 오스라거의 늑대인간

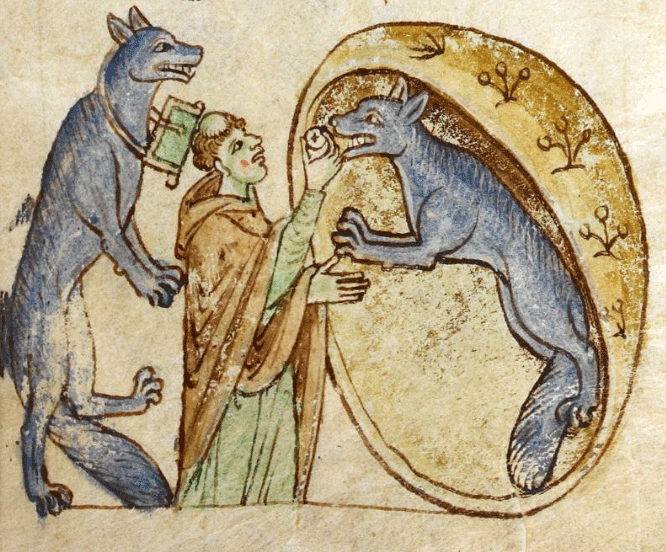
히베르니아 지리지(1200년)의 늑대인간 삽화.

오스라거의 늑대인간 전설은 다수의 중세 게일어, 영어, 노르드어 문헌들에 기록되어 있다. 이 늑대인간들은 라그네크 팔라드(Laignech Fáelad)라는 사람의 후손이라고 하는데, 라그네크 팔라드는 또한 오스라거 왕실과 관련이 있다고도 한다.

## 배경
오늘날 아일랜드섬에는 늑대가 절멸되고 없지만, 한때는 늑대 사냥용 개 품종(아이리시 울프하운드)을 따로 만들어야 했을 정도로 늑대가 너무 많았다. 늦어도 1650년경 콜레인시가 굶주린 늑대 떼의 공격을 당했다고 하니, 근세까지는 늑대가 남아 있었던 것이다. 그래서 늑대는 아일랜드 문화에 매우 장구한 위치를 차지하고 있다. 중세 문학에서 아일랜드의 전사들은 주로 늑대와 결부되었다. 늑대는 흉포함, 광란, 예측불능, 동물적 행동, 성적 정력, 무예의 기량 같은 것의 상징이었다.
아일랜드 문학 전통에서, 늑대는 특히 피어너와 관련이 있었다. 피어너란 토지가 없는 젊은 남자 전사들이 무리를 지어 황무지에서 철을 나는 것으로서, 이렇게 자연에서 생활하면 초자연적 힘과 밀접해진다고 여겨졌다. 그들은 짐승을 사냥하고 때로 사람도 사냥하면서 자주 늑대와 결부되었고, 어쩌면 의례적 행위로서 늑대가죽을 입거나 늑대와 같은 헤어스타일을 꾸몄을 수도 있다. 이들 늑대전사(아일랜드어: luchthonn 루크혼→늑대가죽)들이 노략질을 나갈 때 "늑대로 된다(go wolfing)"고 했다. 이런 관련성으로 인해 아일랜드에 늑대인간 전설이 생겨난 것으로 보인다.

## 라그네크 팔라드
중세 게일어 문헌 『이름들의 단련』(Cóir Anmann)에 라그네크 팔라드(Laignech Fáelad)라는 전설적인 늑대인간 전사의 전설이 전한다. 라그네크 팔라드는 한 늑대인간 부족의 조상이었는데, 또한 에린섬 동남부의 오스라거(오늘날의 킬케니주 및 레이시주 일대)의 왕실과 혈연적으로 이어져 있었다.
중세 족보서들에 보면 라그네크 팔라드는 페르다크 막 두어크(Feradach mac Duach)와 형제라고 하는데, 페르다크는 오스라거의 왕이었고 노르만인들이 쳐들어와 정복하기 전까지 오스라거를 다스린 왕들이 모두 그의 후손이라고 한다. 14세기 후반의 『발러 언 므호터의 서』에도 오스라거의 “늑대의 후손들”은 그 모습을 늑대로 바꾸어 사람을 잡아먹는 힘이 있었다고 기록되었다.